# Franz von Papen
Franz Joseph Hermann Michael Maria von Papen zu Köningen, có thể gọi ngắn gọn là Franz von Papen (tiếng Đức: [ˈfʁants fɔn ˈpaːpən] ⓘ; sinh ngày 29 tháng 10 năm 1879 - 2 tháng 5 năm 1969) là một nhà quý tộc Đức, sĩ quan Tổng Tham mưu và chính trị gia. Ông từng là thủ tướng Đức từ năm 1932 và là Phó thủ tướng dưới thời Adolf Hitler từ năm 1933-1934. Ông thuộc về nhóm cố vấn thân thiết của Tổng thống Paul von Hindenburg trong Cộng hòa Weimar. Phần lớn là Papen tin rằng ông ta có thể kiểm soát được đất nước khi ông ta ở trong chính phủ, và chính Papen là người đã thuyết phục Hindenburg chỉ định Hitler làm Thủ tướng trong một nội các không thuộc dưới sự thống trị của Đảng Quốc xã. Tuy nhiên, Papen và các đồng minh của ông đã nhanh chóng bị đẩy lùi bởi Hitler và ông đã rời khỏi chính phủ sau Đêm của những con dao dài, trong đó có một số người bạn thân của ông bị giết bởi Đức Quốc Xã.